# Soudougui
Soudougui è un dipartimento del Burkina Faso classificato come comune, situato nella Provincia  di Koulpélogo, facente parte della Regione del Centro-Est.
Il dipartimento si compone del capoluogo e di altri 39 villaggi: Bagmoussa, Boudangou, Boudou, Diakarga, Diakarga-Peulh, Dienbende, Dienbende–Diori, Kamse, Kandaghin, Kianghin, Koadjidjoal, Konianwende, Koudiorgou, Koulpalga, Koulsonde, Koultianga, Konyelenbere, Modaogo I, Modaogo II, Nabangou, Naloanga, Napade, Napiga, Noulibouli, Pilogre, Sandiaba, Sisse, Sitipiga, Sologo I, Sologo II, Soudoubila, Vilianga-Gourma, Vilianga-Mossi, Waidjoaga, Waidjoaga-Peulh, Yoabghin, Youanga, Zongo e Zoungou-Peulh.